# Préparation magistrale
Pour un article plus général, voir Préparation médicamenteuse.
Une préparation magistrale, aussi appelée en Belgique préparation thérapeutique magistrale (PTM), est une préparation médicamenteuse effectuée, en l'absence de spécialité pharmaceutique, directement par le pharmacien, l'assistant en pharmacie ou le préparateur, ou encore le vétérinaire pour un patient précis, à la suite d'une ordonnance nominative.
Il s'agit d'un médicament préparé extemporanément (pas le droit d'être stocké dans l'officine) selon une prescription destinée à une maladie particulière. Dans le système de santé français : 
- la formule originale est détaillée sur l'ordonnance ;
- réalisation dans l'officine après vérifications (posologies, incompatibilités physicochimiques ou pharmacologiques) ;
- après réalisation, la formule est retranscrite à l'ordonnancier : la formulation est donc conservée à l'officine ;
- l'étiquetage comporte obligatoirement un numéro d'inscription à l'ordonnancier (la formule n'est pas inscrite sur l'étiquette).

La préparation magistrale est définie à l'article L5121-1 du Code de la santé publique.